# Terentianus Maurus
Terentianus , nadimkom Maurus (podrijetlom iz Mauritanije), latinski gramatičar
Terentianus Maurus je latinski gramatičar i autor o prozodiji, kojom je bogato 2. stoljeće naše ere. Njegove reference na Septimius Serenusa i Alfiusa Avitusa, koji pripadaše školi "poetae neoterici ili novelli"  - školi novog pjesništva za Hadrijanove vlasti i kasnije, pokazuju njegovu bliskost ovih njemu suvremenih pjesnika. 
Autor je jedne rasprave (nekompletne) u četiri knjige (pisane poglavito u heksametrima), i to: o pismima, silabima, metričkim stopama, čija značajna upotreba bijaše veoma česta kod kasnijih autora, te o sličnim problemima. Najvažniji dio toga je onaj koji tretira metriku, radovi bazirani na radovima Caesiusa Bassusa, 1 Esej o dječaku.